# Ciasna (gmina)
Ciasna (daw. gmina Ciasno) – gmina wiejska w Polsce położona w województwie śląskim, w powiecie lublinieckim. W latach 1975–1998 gmina administracyjnie należała do województwa częstochowskiego.
Siedziba gminy to Ciasna.
Według danych z 30 czerwca 2004 gminę zamieszkiwało 7989 osób.

## Historia
Od pocz. XIX w. do 1941 r. gmina używała pieczęci z wizerunkiem trzech wysokich drzew wyrastających z murawy, nad każdym z nich pięciopromienna gwiazda.

## Struktura powierzchni
Według danych z roku 2002 gmina Ciasna ma obszar 134,17 km², w tym:
- użytki rolne: 51%
- użytki leśne: 40%

Gmina stanowi 16,32% powierzchni powiatu.

## Demografia

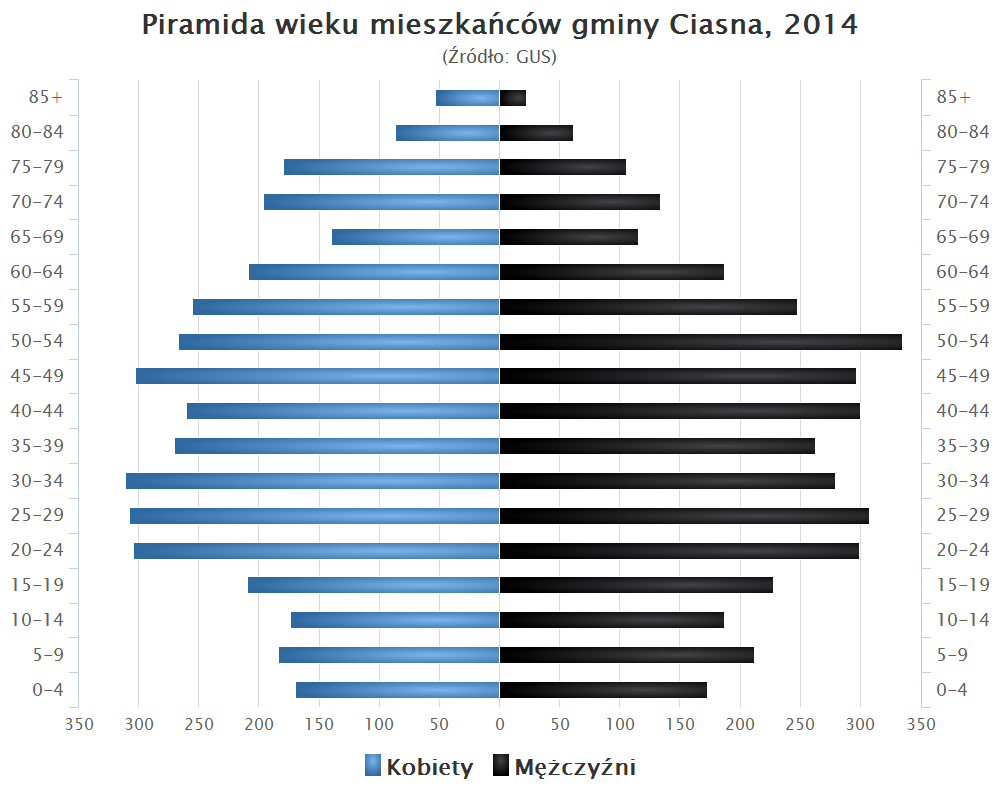
Piramida wieku mieszkańców gminy Ciasna w 2014 roku

Dane z 30 czerwca 2004:
| Opis                              | Ogółem | Ogółem | Kobiety | Kobiety | Mężczyźni | Mężczyźni |
| --------------------------------- | ------ | ------ | ------- | ------- | --------- | --------- |
| jednostka                         | osób   | %      | osób    | %       | osób      | %         |
| populacja                         | 7989   | 100    | 4055    | 50,8    | 3934      | 49,2      |
| gęstość zaludnienia (mieszk./km²) | 59,5   | 59,5   | 30,2    | 30,2    | 29,3      | 29,3      |

## Sąsiednie gminy
Dobrodzień, Herby, Kochanowice, Olesno, Pawonków, Przystajń

Gmina Ciasna na tle powiatu lublinieckiego